# Шандорфи, Иштван
Иштван Шандорфи (во Франции известен как Этьен Шандорфи) — венгерский живописец-гиперреалист.

## Ранняя жизнь
Его отец работал в американской компании, поэтому в 1950 году он был посажен в тюрьму на 5 лет. Он был освобождён лишь за несколько дней до Восстания 1956 года. В 1956 году семья уехала из Венгрии: сначала в Австрию, позже в Германию, а в 1958 году во Францию. Шандорфи начал рисовать, когда ему было 8 лет, а когда ему исполнилось 12 — он начал использовать масляные краски. Он получил диплом в Высшей национальной школе изящных искусств в Париже; также он учился в Высшей национальной школе декоративных искусств.
У него было 2 дочери: Анж (р. 1974) и Ева (р. 1979).
Он умер после непродолжительной болезни 26 декабря 2007 года и, по своей воле, был похоронен в Будапеште.

## Искусство и работы
В 1970-х он начал использовать сам себя в качестве натурщика, так как он не любил, когда люди смотрели, как он работает. Его первая выставка была в небольшой галерее в Париже, следующей была первая большая выставка, прошедшая в 1973 году в Парижском музее современного искусства. После этого его картины появились в нескольких музеях за рубежом: в Копенгагене, Риме, Мюнхене, Брюсселе, Базеле, Нью-Йорке, Лос-Анджелесе и Сан-Франциско.
На его картине он изображал странные объекты или очень странные движения и ситуации. Цвета его работ 1970-1980-х — синий, сиреневый и их холодные сочетания. В 1980-х он рисовал больше женские формы и натюрморты. С 1988 года он рисовал в основном женщин.
Его первая венгерская выставка прошла в 2006 году в Будапеште, а затем в 2007 году была выставка в Дебрецене. Это был первый раз, когда он вернулся в Венгрию, с тех пор как он покинул страну ещё ребёнком.
Полная биография: 

Иштван (известный как Этьен) Шандорфи родился в Будапеште в 1948 году и умер в 2007 году. Его отец был директором американской компании IBM в Венгрии. Из-за этого он пять лет сидел в сталинских лагерях во время коммунистического правления, а его семья была депортирована в изолированную венгерскую деревню. Во время восстания 1956 года семья Шандорфи бежала из страны и стала эмигрантами, сначала в Германии, затем во Франции. Сильно пострадавший от насилия, революции и аберрации политической системы в целом, Шандорфи нашёл утешение в рисовании, а затем, когда ему исполнилось 12, начал рисовать масляными красками.
Искусство стало его главной страстью в ущерб обучению. В 17 лет, в то учась в средней школе, Шандорфи провёл свою первую персональную выставку в небольшой галерее в Париже. После своей второй выставки в 1966 году он отказался от рисования, чтобы посвятить себя исключительно живописи.
В силу отвратительности картин сына и отсутствия коммерческого успеха, отец Шандорфи устроил Иштвана в Школу изящных искусств, где он должен был получить степень, и в Школу декоративных искусств.
Это дало бы ему более престижный статус, чем просто «художник». Постепенно он добился финансовой независимости принятием принятия, а также случайной продажей картин, заказных портретов и нескольких рекламных иллюстраций. В 1973 году Шандорфи провёл свою первую значительную выставку в Музее современного искусства в Париже. Должны были последовать выставки во Франции, Германии, Бельгии и, наконец, США.
В течение примерно пятнадцати лет он написал ряд крупномасштабных автопортретов, театральных и агрессивных, что дало ему неоднозначную репутацию у дилерами и общественности. Было написано, что он рисует, как убийца. Его картины стали иметь реальный успех только начиная с 1988 года, когда художник отказался от своих тревожных изображений и сконцентрировался и начал улучшать свою технику, которая развивается до сих пор.
Он предпочитал эксклюзивные контракты не по финансовым причинам, а потому, что хотел избежать административных аспектов в его карьере и профессиональной среде, с которыми он не мог идентифицировать себя.
Шандори работал с галереей Бобур с 1974 по 1976 год, а затем в течение семи лет с галерей Исы Брахота. С 1984 по 1988 его работы были выставлены в различных галереях заинтересованными покровителями и коллекторами, а затем перешли в распоряжение галереи Празан-Фитусси с 1990 по 1993 год.
С 1994 по 2001 год его картины выставлялись исключительно галереей Джейн Кахан в Нью-Йорке. Внутренне самоучка в работе и в жизни, Шандорфи с детства не доверял тому, чему учат, и остался верен своим личным убеждениям. Он предпочитает рисовать ночью, но каждый день ложится спать позже, чем за день до этого, таким образом живя по вечно отстающему времени, что изолировало его от какой-либо социальной жизни. Шандорфи помирил эту позицию со своим семейный круг (он является отцом двух девочек, Анж и Евы) и эмоциональной жизнью, поддерживая тем самым деликатный и достигнутый баланс между своей жизнью и своей работой.

## Выставки
- 1966 — Galerie des Jeunes, Париж • Galerie de la Barbière, Le Barroux
- 1970 — Galerie 3+2, Париж
- 1973 — Музей современного искусства (Париж)
- 1974 — Galerie Daniel Gervis, Париж
- 1975 — Galerie Beaubourg, Париж
- 1976 — Bucholz Galerie, Мюнхен
- 1977, 1980 — Galerie Isy Brachot, Брюссель
- 1978, 1981, 1983 — Galerie Isy Brachot, Париж
- 1979 — FIAC, Galerie Isy Brachot, Париж
- 1981 — Galerie Isy Brachot, Базель
- 1982 — Amaury Taitinger Gallery, Нью-Йорк
- 1984 — FIAC, Galerie Isy Brachot, Париж
- 1986 — Galerie Lavignes-Bastille, Париж — Galerie de Bellecour, Лион
- 1987 — Lavignes-Bastille Gallery, Лос-Анджелес — Hôtel de Ville, Нанси
- 1988 — Armory Show '88, Lavignes-Bastille Gallery, New York — Abbaye des Cordeliers, Châteauroux (retrospektív) — Louis K. Meisel Gallery, Нью-Йорк — FIAC, Galerie Lavignes-Bastille, Париж
- 1991 — Galerie Prazan-Fitussi, Париж
- 1993 — Galerie Guénéguaud, Paris — Galerie Mann, Париж
- 1994, 1997 — Jane Kahan Gallery, Нью-Йорк
- 1999 — Galerie Tempera, Брюссель
- 1999-2000 — Gallerihuset, Копенгаген
- 2006 — Erdész-Maklári Galéria, Будапешт
- 2007 — A test színeváltozása. Életműkiállítás, MODEM, Дебрецен.